# Boros László (labdarúgó)
Boros László (1939. október 31. – 2010. december 28.) labdarúgó, csatár.

## Pályafutása
1958 és 1967 között a Szegedi EAC labdarúgója volt. Az élvonalban 1959. augusztus 9-én mutatkozott be az MTK ellen, ahol 2–2-es döntetlen született. Összesen 74 NB I-es mérkőzésen lépett a pályára és 14 gólt szerzett.